# Cruceros LGBT

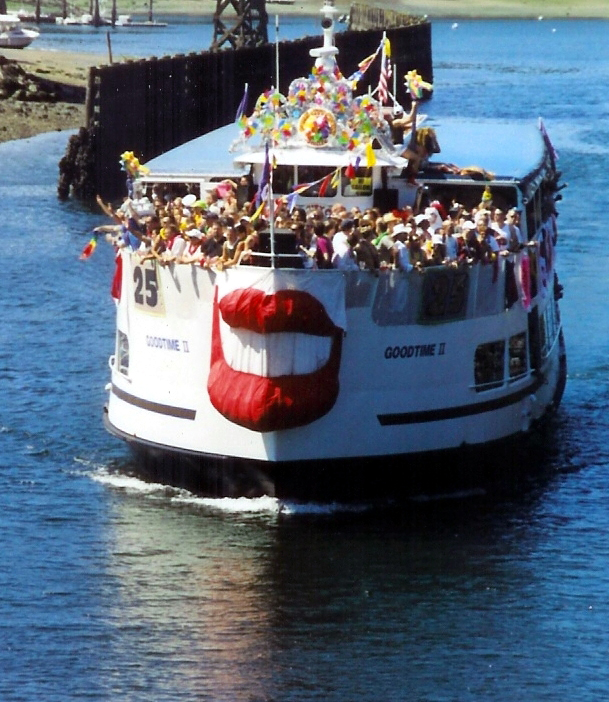
Queen City Cruise en 2006

Los cruceros LGBT son un fenómeno creciente en la cultura LGBT y una tendencia creciente en la industria del turismo LGBT. Los cruceros LGBT consisten en cruceros orientados a hombres homosexuales o lesbianas.

## Historia
A medida que el turismo LGBT comenzó a expandirse más hacia la sociedad LGBT como un nuevo fenómeno cultural, los cruceros LGBT se convirtieron en una tendencia creciente. Antes del inicio de los cruceros exclusivamente gay, las parejas homosexuales realizaban cruceros predominantemente heterosexuales y, más tarde, tenían pequeños grupos LGBT a bordo en cruceros convencionales. Ahora, el fenómeno de los cruceros LGBT se ha expandido en escala, lo que ha resultado en el establecimiento de cruceros exclusivamente para homosexuales o lesbianas. La demanda de compañías e itinerarios de cruceros para gays y lesbianas aumentó un 68% entre 2010-2020. 
Algunas de las principales empresas de cruceros LGBT se establecieron en la década de 1990. Actualmente, existen más de 15 empresas estadounidenses que se especializan específicamente en cruceros LGBT y más de 75 itinerarios. Los cruceros LGBT son los preferidos por gays y lesbianas de todas las edades, como se puede comprobar en la variación de grupos de edad, desde los 20 hasta los 80 años. Rich Campbell, presidente y director ejecutivo de Atlantis Events, dice que la edad promedio de los 2.000 pasajeros en uno de los cruceros era de alrededor de 40 años. 

## Personas en cruceros LGBT y sus comportamientos
Generalmente, los pasajeros permitidos en cruceros LGBT deben tener al menos 18 años. Si los huéspedes tienen entre 18 y 21 años, deberán viajar con un pasajero mayor de 25 años en la misma cabina.  Los cruceros familiares permiten a los padres LGBT navegar con sus hijos. 

### Comportamiento del cliente (razones para elegir cruceros LGBT)
Hay algunas razones por las que los viajeros LGBT eligen cruceros LGBT. En primer lugar, tienen oportunidades de pasar sus vacaciones en un ambiente más amigable para LGBT, ya que consideran que estar en la atmósfera es un factor más importante que los destinos. En segundo lugar, las personas LGBT pueden ser ellas mismas en cruceros LGBT con seguridad, atmósfera y camaradería adecuadas, porque encuentran que es diferente de su vida diaria de sentirse estresado y limitado por el entorno heterosexual. En tercer lugar, los viajeros LGBT pueden hacer otros amigos LGBT durante las vacaciones. Por último, el personal es amable, educado, respetuoso y acogedor con sus pasajeros LGBT.
Además, las parejas LGBT con niños tienden a viajar en cruceros LGBT porque estar en un ambiente gay-friendly es un factor muy importante para ellos. 
Los cruceros LGBT se convertirán en una tendencia mayor en un futuro próximo a medida que el matrimonio homosexual se legalice en muchos más países, como Canadá, los Países Bajos y Estados Unidos. 
Hay diversas rutas para que los viajeros LGBT elijan, ya que cada vez más compañías y agencias de viajes gay están organizando cruceros LGBT para desarrollar el turismo LGBT. Algunos itinerarios son los mismos que los de los cruceros heterosexuales, incluidos destinos turísticos populares como el Caribe. Sin embargo, los destinos LGBT-friendly son comunes en los cruceros LGBT, que se denominan "hotspots" gay, como Mykonos o Ibiza en el mar Mediterráneo. Estas zonas son destinos habituales para viajeros homosexuales, especialmente durante el verano. Las principales capitales culturales como Barcelona o Roma también pueden ser destinos populares debido a su concentración de vida nocturna y gastronomía. Aunque el Caribe es un destino típico para la mayoría de los cruceros, las ciudades gay-friendly como las Antillas Holandesas (Aruba, Bonaire y Curazao) son las preferidas específicamente por los viajeros LGBT. 

## Estrategias de precios y promoción
En comparación con los cruceros convencionales, los cruceros LGBT son más caros. Esto se debe posiblemente a las fiestas y animadores adicionales a bordo para los servicios y entretenimiento de los cruceros.  La principal estrategia de promoción utilizada por las compañías de cruceros LGBT es Internet.

## Polémica en torno a los cruceros LGBT
Los cruceros LGBT a veces causan problemas debido a la asociación entre los estereotipos negativos sobre las personas homosexuales y los comportamientos negativos causados por pasajeros borrachos.  También hay problemas cuando los cruceros LGBT llegan a países que no aceptan la homosexualidad. Por ejemplo, el gobierno caribeño se negó a permitir que los cruceros LGBT estacionaran en sus islas a finales de la década de 1990, una prohibición que aún existe hasta el día de hoy.  Además, algunos residentes de los puertos pueden sentirse descontentos cuando los viajeros LGBT muestran afecto físico en público.  En Roseau, Dominica, en 2012, dos hombres homosexuales en un crucero fueron arrestados mientras se encontraban en un puerto por tener relaciones sexuales. 